# Ondřej Petrů
Dr. Ondřej Maria Petrů OP (14. března 1915 Klatovec – 6. prosince 1970 Vídeň) byl český římskokatolický kněz-dominikán, teolog, profesor církevního práva, které přednášel na papežské univerzitě v Římě, a překladatel Nového zákona.
Jeho překlad Nového zákona z řečtiny vyšel roku 1969 nákladem Křesťanské akademie v Římě. Další vydání vyšla s drobnými úpravami navrženými v recenzi uveřejněné ve Studiích. Překlad Petrů vyšel v době nesvobody několikrát v Římě a ve Vídni; roku 1992 byl vydán v Českém Těšíně.